# FinalRender
finalRender est un moteur de rendu 3D développé par la société Cebas Computer GmbH pour les logiciels 3D Studio Max, Maya et Cinema 4D. FinalRender n'est pas un moteur fonctionnant seul, mais se présente sous la forme d'un plug-in pour le logiciel hôte.

## Versions
Les différentes versions de finalRender sont nommées Stage-x ou x est un nombre incrémenté à chaque nouvelle version.

### Stage-0
Stage-0 est un moteur conçu pour fonctionner en conjonction avec 3D Studio Max d'Autodesk. Il opère en tant que lanceur de rayon d'appoint au moteur intégré par défaut. Le composant central de finalRender est son système d'illumination globale qui se présente sous la forme d'un type de matériau standard pour 3DS Max ce qui réduit le temps de préparation du rendu.

### Stage-1
La version Stage-1 ne travaille plus en appoint du moteur par défaut mais peut à présent travailler seule, comme moteur 3D complètement indépendant. Elle se présente sous la forme d'un plug-in intégré à 3DS Max. En vertu de son indépendance et des ajouts réalisés à la version Stage-0, cette version apporte plus d'améliorations que ne l'avait faites la version précédente. 
Les améliorations de la version Stage-1 sont notamment :
- Le support des processeurs 64 bits.
- Le support du multitâche.
- Une vitesse de rendu de flou améliorée.
- Le support des canaux g-buffer et des éléments de rendu.

### Stage-2
Stage-2 est une version destinée à s'intégrer dans les logiciels Maya d'AutoDesk et Cinema 4D de Maxon. Tout comme Stage-1, la version Stage-2 remplace le moteur de rendu par défaut du logiciel hôte. Cette version fut mise sur le marché fin 2005 pour Cinema 4D (après des reports dus à des problèmes techniques d'intégration avec Cinema 4D) et est toujours en développement pour Maya. Cebas annonce que la version de finalRender pour Cinema 4D est compatible à 96 % avec la version pour Maya, rendant possible une utilisation des deux versions au sein d'une même ferme de rendu, ou encore de passer la configuration d'une des versions à l'autre.
Une version pour XSI devrait être disponible vers le milieu ou la fin 2006 et une version pour 3DS Max est prévu courant 2006.